# Corps européen des astronautes
Cet article possède un paronyme, voir Corps européen.

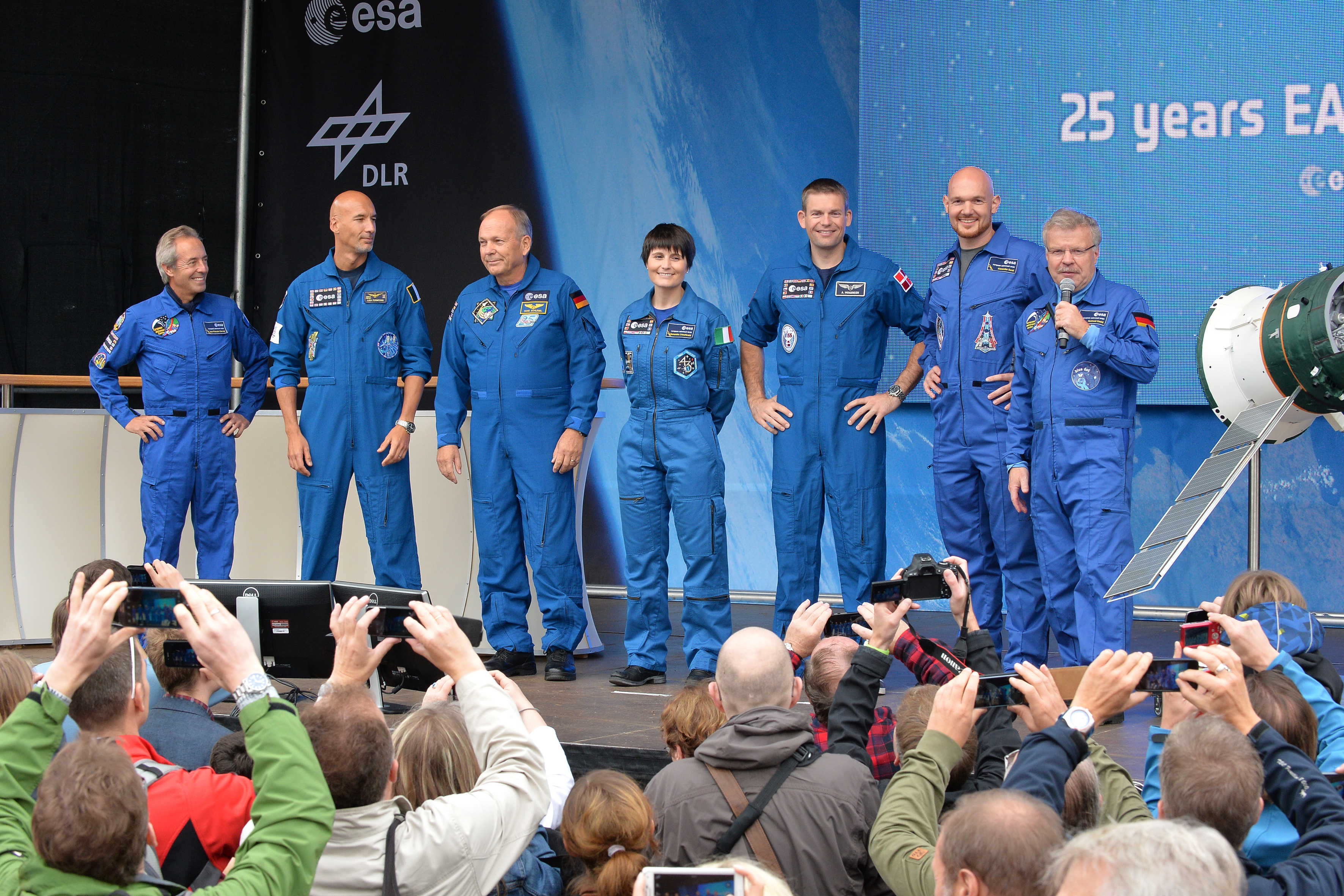
Un groupe d'astronautes de l'ESA lors de l'anniversaire de l'agence en 2015 à Cologne : de gauche à droite Jean-François Clervoy, Luca Parmitano, Hans Schlegel, Samantha Cristoforetti, Andreas Mogensen, Alexander Gerst et Reinhold Ewald.

Le corps européen des astronautes de l'ESA est un groupe d'astronautes basé au Centre des astronautes européens à Cologne, en Allemagne. Tous ses membres sont assignés à de nombreux projets en Europe ou ailleurs, à la Cité des étoiles près de Moscou, ou au centre spatial Johnson à Houston.

## Historique
Dans les années 1980, l'Agence spatiale européenne choisit les membres d'équipage des rares missions habitées parmi les astronautes sélectionnés par les différents pays membres. En 1992, l'ESA décide de recruter elle-même six candidats astronautes qui forment le corps européen des astronautes entrainé notamment dans de nouvelles installations créées à Cologne, le Centre des astronautes européens (EAC). En 2000, les astronautes recrutés par chaque pays sont intégrés dans le corps européen. La même année une nouvelle campagne de recrutement a lieu portant le corps des astronautes à 16 membres actifs cette année-là. En 2008, une nouvelle campagne est ouverte et six nouveaux astronautes sont recrutés.

## Sélections

### 1977-1978, sélection Spacelab
Le 18 mai 1978, l'ESA, qui n'a que trois ans, annonce une sélection de trois spécialistes (payload specialists) pour aller à bord d'une navette spatiale américaine faire des expériences dans le Spacelab, ce dernier de construction européenne :
- Ulf Merbold ;
- Claude Nicollier ;
- Wubbo Ockels[1].

L'Italien Franco Malerba rejoint ensuite la sélection.

### 1991-1992, première campagne de sélection
Le 15 mai 1992, six astronautes sont sélectionnés par l'ESA, alors que le programme Hermès est abandonné :
- Maurizio Cheli ;
- Jean-François Clervoy ;
- Pedro Duque ;
- Christer Fuglesang ;
- Marianne Merchez ;
- Thomas Reiter.

### 1998-2002, deuxième campagne de sélection
En mars 1998, en préparation des missions à bord de la Station spatiale internationale (le laboratoire Columbus n'est installé qu'en 2008), les États membres de l'ESA décident de regrouper leurs astronautes en un seul groupe commun :
- l'agence allemande (DLR) :
  -   Hans Schlegel ;
  -   Reinhold Ewald ;
  -   Thomas Reiter ;
  -   Gerhard Thiele ;
- l'agence française (CNES) :
  -   Léopold Eyharts ;
  -   Claudie André-Deshays ;
  -   Jean-Pierre Haigneré ;
  -   Philippe Perrin ;
  -   Michel Tognini ;
  -   Jean-François Clervoy [4].
- l'agence italienne (ASI) :
  -   Umberto Guidoni.

Le 7 octobre 1998, s'y rajoute la sélection suivante :
- Frank De Winne ;
- André Kuipers ;
- Paolo Nespoli ;
- Roberto Vittori.

### 2008-2009, troisième campagne de sélection
Le 19 mai 2008, une nouvelle campagne est ouverte avec quelque 10 000 inscrits (8 413 candidats au début des sélections). Le 20 mai 2009, six nouveaux astronautes sont recrutés :
- Samantha Cristoforetti ;
- Alexander Gerst ;
- Andreas Mogensen ;
- Luca Parmitano ;
- Timothy Peake ;
- Thomas Pesquet.

L'Allemand Matthias Maurer ( ), après avoir été dans les dix premiers de la sélection de 2008-2009, rejoint le corps des astronautes en juillet 2015.

### 2021-2022, quatrième campagne de sélection

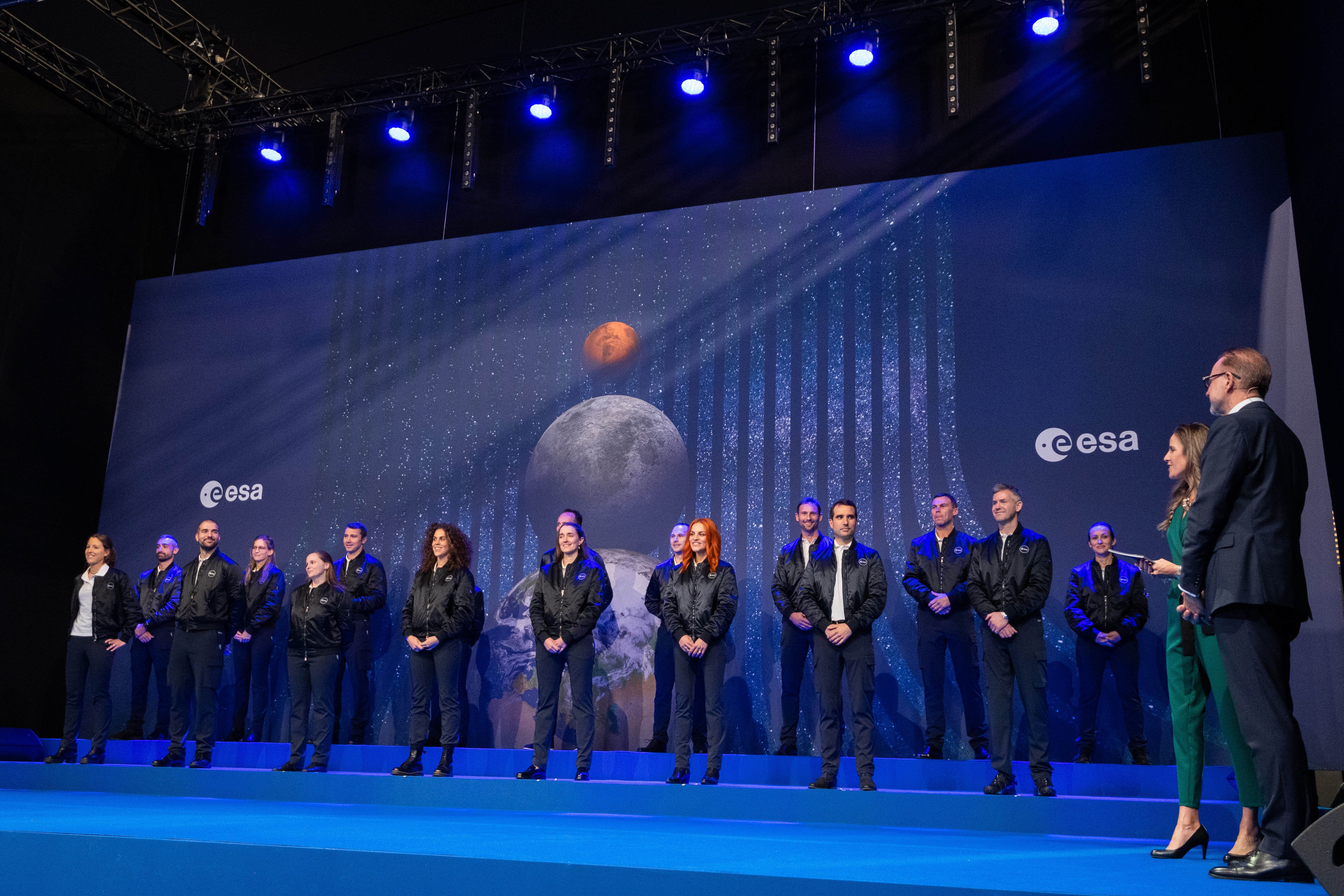
Présentation à Paris des 17 nouveaux astronautes de la promotion 2022.

Le 16 février 2021, l'ESA officialise le recrutement de sa quatrième promotion d'astronautes depuis 1978 à partir du 31 mars. Elle prévoit notamment le recrutement de quatre, puis de six nouveaux dont, peut-être, le premier « parastronaute » (avec « un handicap d'un ou des deux membres inférieurs – amputation ou déficience congénitale –, de préférence en dessous du genou, ou ayant une jambe plus courte que l'autre et les personnes de petite taille – de moins de 1 m 30 »). L'agence envisage également le recrutement d'un corps de réserve pour des missions courtes.
Pour la sélection 2021-2022, il y a 22 589 candidatures, dont 5 419 femmes ; s'y rajoutent 257 personnes handicapées, dont 60 femmes. Prévu pour durer un an et demi au travers de diverses étapes, le résultat de cette nouvelle sélection ne doit être connu que le 8 novembre 2022. 
Le 23 novembre 2022, cinq nouveaux astronautes et le premier parastronaute sont recrutés dans la promotion principale :
- John McFall (le premier parastronaute) ;
- Sophie Adenot ;
- Pablo Álvarez Fernández ;
- Rosemary Coogan ;
- Raphaël Liégeois ;
- Marco Alain Sieber.

Le corps de réserve de la promotion 2022 :
- Meganne Christian ;
- Anthea Comellini ;
- Sara García Alonso ;
- Andrea Patassa ;
- Carmen Possnig ;
- Arnaud Prost ;
- Amelie Schoenenwald ;
- Aleš Svoboda ;
- Sławosz Uznański-Wiśniewski ;
- Marcus Wandt ;
- Nicola Winter.

## Membres actuels
Le corps des astronautes comporte treize membres en 2024:
| Astronaute                  | Nationalité | Date entrée        | Missions                                                                           | Temps passé dans l'espace | Photo |
| --------------------------- | ----------- | ------------------ | ---------------------------------------------------------------------------------- | ------------------------- | ----- |
| Samantha Cristoforetti      | Italie      | 20 mai 2009        | - Soyouz TMA-15M (Expédition 42/43) - SpaceX Crew-4 (Expédition 67/68)             | 370 j 6 h 35 min          |       |
| Alexander Gerst             | Allemagne   | 20 mai 2009        | - Soyouz TMA-13M (Expédition 40/41) - Soyouz MS-09 (Expédition 56/57)              | 362 j 1 h 50 min          |       |
| Matthias Maurer             | Allemagne   | 2015               | - SpaceX Crew-3 (Expédition 66/67)                                                 | 176 j 2 h 39 min          |       |
| Andreas Mogensen            | Danemark    | 20 mai 2009        | - Soyouz TMA-16M/Soyouz TMA-18M (Expédition 43) - SpaceX Crew-7 (Expédition 69/70) | 208 j 22 h 33 min         |       |
| Luca Parmitano              | Italie      | 20 mai 2009        | - Soyouz TMA-09M (Expédition 36/37) - Soyouz MS-13 (Expédition 60/61)              | 366 j 23 h 1 min          |       |
| Thomas Pesquet              | France      | 20 mai 2009        | - Soyouz MS-03 (Expédition 50/51) - SpaceX Crew-2 (Expédition 65/66)               | 396 j 11 h 34 min         |       |
| Marcus Wandt                | Suède       | 1er juin 2023      | - SpaceX Axiom Space-3 (Expédition 70)                                             | 21 j 15 h 41 min          |       |
| Sławosz Uznański-Wiśniewski | Pologne     | 1er septembre 2023 | - Axiom mission AD vers l'ISS                                                      |                           |       |
| Pablo Álvarez Fernandez     | Espagne     | 22 avril 2024      | n/a                                                                                | 0j 0h 0min                |       |
| Sophie Adenot               | France      | 22 avril 2024      | n/a                                                                                | 0j 0h 0min                |       |
| Rosemary Coogan             | Royaume-Uni | 22 avril 2024      | n/a                                                                                | 0j 0h 0min                |       |
| Raphaël Liégeois            | Belgique    | 22 avril 2024      | n/a                                                                                | 0j 0h 0min                |       |
| Marco Sieber                | Suisse      | 22 avril 2024      | n/a                                                                                | 0j 0h 0min                |       |

### Astronautes ayant quitté le Corps
| Astronaute            | Nationalité | Date entrée   | Missions | Temps passés dans l'espace | Photo |
| --------------------- | ----------- | ------------- | --- | -------------------------- | ----- |
| Jean-François Clervoy | France      | 15 mai 1992   | - STS-66 - STS-84 - STS-103                                                                                 | 28 j 3 h 5 min             |       |
| Frank De Winne        | Belgique    | janvier 2000  | - Soyouz TMA-1/Soyouz TM-34 (ISS-Odissea) - Soyouz TMA-15 (Expédition 20/21)                                | 198 j 17 h 34 min          |       |
| Léopold Eyharts       | France      | 1 août 1998   | - Soyouz TM-27/Soyouz TM-26 (Mir-Pégase) - STS-122 (Expédition 16)                                          | 68 j 20 h 30 min           |       |
| Christer Fuglesang    | Suède       | 15 mai 1992   | - STS-116 (ISS-Celsius) - STS-128                                                                           | 26 j 17 h 38 min           |       |
| André Kuipers         | Pays-Bas    | juillet 1999  | - Soyouz TMA-4/Soyouz TMA-3 (ISS-DELTA) - Soyouz TMA-03M (Expédition 30 et 31)                              | 203 j 15 h 51 min          |       |
| Paolo Nespoli         | Italie      | 1er août 1998 | - STS-120 (ISS-Esperia) - Soyouz TMA-20 (Expédition 26/27) (ISS-MagISStra) - Soyouz MS-05 (Expdition 52/53) | 313 j 2 h 36 min           |       |
| Claude Nicollier      | Suisse      | 18 mai 1978   | - STS-46 - STS-61 - STS-75 - STS-103                                                                        | 42 j 12 h 6 min            |       |
| Timothy Peake         | Royaume-Uni | 20 mai 2009   | - Soyouz TMA-19M (Expédition 46/47)                                                                         | 185 j 22 h 11 min          |       |
| Hans Schlegel         | Allemagne   | 1er août 1998 | - STS-55 (D2-Mission) - STS-122                                                                             | 22 j 18 h 2 min            |       |
| Roberto Vittori       | Italie      | 1er août 1998 | - Soyouz TM-34/Soyouz TM-33 (ISS-Marco Polo) - Soyouz TMA-6/Soyouz TMA-5 (ISS-Eneide) - STS-134             | 35 j 12 h 26 min           |       |

- Maurizio Cheli
- Pedro Duque
- Reinhold Ewald
- Umberto Guidoni
- Claudie Haigneré née André-Deshays
- Jean-Pierre Haigneré
- Ulf Merbold
- Marianne Merchez[12] ;
- Wubbo Ockels
- Philippe Perrin
- Thomas Reiter
- Michel Tognini
- Gerhard Thiele.

## Astronautes européens ne faisant pas partie du corps européen
Les astronautes suivants faisaient partie des pays communistes du pacte de Varsovie et ont volé dans le cadre du programme de coopération soviétique Intercosmos :
- Aleksandr Panayotov Aleksandrov
- Georgi Ivanov
- Mirosław Hermaszewski
- Sigmund Jähn
- Vladimír Remek
- Anatoli Soloviov (il est né en Lettonie, qui faisait partie de l'URSS, mais a aujourd'hui la nationalité russe)
- Bertalan Farkas
- Dumitru Prunariu
- Ivan Bella.

Les astronautes suivants ont volé dans l'espace avant que le corps des astronautes ne soit créé :
- Klaus-Dietrich Flade
- Reinhard Furrer
- Ernst Messerschmid
- Ulrich Walter
- Patrick Baudry
- Jean-Loup Chrétien
- Jean-Jacques Favier
- Franco Malerba
- Dirk Frimout
- Franz Viehböck
- Helen Sharman.

L'astronaute suivant a volé dans l'espace sans faire partie du corps des astronautes :
- Walter Villadei.